# 崇興大宝
崇興大宝（すうこうたいほう、Sùng Hưng Đại Bảo、スンフンダイバオ）は、ベトナム、李朝の太宗李仏瑪の治世で使われた最後（6番目）の年号。1049年 - 1054年。
- 元年3月：天感聖武より改元。
- 6年10月：太宗薨去、太子の李日尊が即位、龍瑞太平に改元。

## 西暦等との対照表
| 崇興大宝 | 元年      | 2年    | 3年    | 4年    | 5年    | 6年       |
| 西暦     | 1049年    | 1050年 | 1051年 | 1052年 | 1053年 | 1054年    |
| 干支     | 己丑      | 庚寅   | 辛卯   | 壬辰   | 癸巳   | 甲午      |
| 宋       | 皇祐 元年 | 2年    | 3年    | 4年    | 5年    | 至和 元年 |

| 前の元号 天感聖武 | ベトナムの元号 李朝 | 次の元号 龍瑞太平 |